# 實方正雄
實方 正雄（さねかた まさお、1905年6月20日 - 1986年10月10日）は、日本の法学者。専門は、商法・国際私法。学位は、法学博士（東北帝国大学）。大阪市立大学名誉教授、小樽商科大学名誉教授。千葉県生まれ。「実方正雄」とも表記される

## 来歴
- 1927年（昭和2年）小樽高等商業学校（現小樽商科大学）卒業。
- 1930年（昭和5年）東北帝国大学法文学部法律科卒業。
- 1932年（昭和7年）同法文学部講師。
- 1934年（昭和9年）同法文学部助教授。
- 1937年（昭和12年）大阪商科大学助教授。
- 1942年（昭和17年）同教授。
- 1950年（昭和25年）大阪市立大学法文学部教授。
- 1953年（昭和28年）同法学部長に就任。
- 1966年（昭和41年）大阪市立大学停年退官。同名誉教授。小樽商科大学3代学長に就任。
- 1976年（昭和51年）小樽商科大学停年退官。同名誉教授。札幌商科大学商学部客員教授
- 1978年（昭和53年）札幌商科大学退職。

この他、関西学院大学法学部兼任講師（1946年 - 1966年）や北海学園大学法学部非常勤講師（1964年 - 1967年）、札幌商科大学商学部非常勤講師（1978年 - 1981年）も務めた。
子に北海道大学名誉教授の實方謙二がいる。

## 主要著書
- 『國籍法』（日本評論社、1937年）
- 『共通法』（日本評論社、1938年）
- 『金約款論』（有斐閣、1939年）
- 『国際私法概論』（有斐閣、1942年初版・1953年第5版）
- 『資本と會社企業』（有斐閣、1949年）
- 『商法学総論 : 資本制企業の法理』（有斐閣、1950年）
- 『商法講義』（天理時報社、1959年初版・1969年再訂版）